# Electro hop
El electro-hop o hiphop electrónico, también llamado rap electrónico, electrorrap, dance-rap o hiphop robot, es un género musical surgido de la fusión entre la música electrónica y el hiphop. El movimiento electro-hop surgió a partir de la cultura underground, en la Costa Este de los Estados Unidos, ganando popularidad con artistas como Black Eyed Peas, Mantronix, Man Parrish, Newcleus, Dope, Planet Patrol
Importantes artistas han llevado al género del electro-hop a lo más exitoso del mundo, siendo un género dominante y reconocido a fines de la década de 2000, durante los 2010 e inicios de la década de 2020; es el caso de Black Eyed Peas, llamados los Reyes del electro-hop, LMFAO, Flo Rida, Far East Movement, Nicki Minaj, entre otros.
- Datos: Q784310